# Elliptio nigella
Elliptio nigella foi uma espécie de bivalve da família Unionidae. Foi endémica dos Estados Unidos da América.